# 38
38 (XXXVIII) var ett normalår som började en onsdag i den julianska kalendern.

## Händelser

### Okänt datum
- Claudius gifter sig med Messalina (troligen detta år).
- Apion leder en deputation till Caligula för att klaga på judarna i Alexandria.
- Stachys blir den andre patriarken av Konstantinopel.
- Ett antijudiskt upplopp utbryter i Alexandria medan Agrippa I besöker staden; de uppretade folkmassorna vill placera statyer av Caligula i varje synagoga.
- Faedrus skriver sin populära samling fabler.

## Födda
- Josefus, judisk historieskrivare (född detta eller föregående år)
- Marcus Valerius Martialis, latinsk epigrammatiker (född någon gång mellan detta år och 41)

## Avlidna
- 10 juni – Iulia Drusilla, syster till Caligula
- Andreas, en av Jesu lärjungar
- Naevius Sutorius Macro, befälhavare i det romerska praetoriangardet